# Автомагистрала А8 (Хърватия)
Автомагистрала А8 на Република Хърватия (на хърватски: Avtocesta A8 или Učka Autocesta; превод: Учка автомагистрала) е транспортен коридор, който свързва А9 с А7. Пътят е дълъг 63 km и е разположен в Приморско-горанската и Истрийската жупания. Магистралата носи името на тунела „Учка“, който с дължината си от 5062 m е третият по дължина в Хърватия след тунелите Мала Капела и Свети Рок. За преминаването по А8 трябва да се заплати такса.